# Yeni Şərif
Yeni Şərif è un comune dell'Azerbaigian situato nel distretto di Balakən. Conta una popolazione di 3 086 abitanti.